# Безмер (нос)
Вижте пояснителната страница за други значения на Безмер.
Носът Безмер (на английски: Bezmer Point) е морски нос на северозападния бряг на полуостров Варна, остров Ливингстън, разположен 9.6 км изток-североизток от нос Сидънс, 3 км югозападно от нос Котис и 4.9 км на запад-северозапад от връх Мизия.
Координатите му са: 62°31′06″ ю. ш. 60°15′09″ з. д. / 62.518333° ю. ш. 60.2525° з. д..
Наименуван е на българския владетел кан Безмер (7 век), и във връзка със селищата Безмер в Югоизточна България (Безмер, област Ямбол) и Североизточна България (Безмер, област Добрич). Името е официално дадено на 4 ноември 2005 г.
Българско топографско проучване: Тангра 2004/05.
Картографиране британско от 1822 г. и 1968 г., чилийско от 1971 г., аржентинско от 1980 г., испанско от 1991 г., българско от 2005 г. и 2009 г.

## Карти
- L.L. Ivanov et al, Antarctica: Livingston Island, South Shetland Islands (from English Strait to Morton Strait, with illustrations and ice-cover distribution), 1:100000 scale topographic map, Antarctic Place-names Commission of Bulgaria, Sofia, 2005
- Л. Иванов. Антарктика: Остров Ливингстън и острови Гринуич, Робърт, Сноу и Смит. Топографска карта в мащаб 1:120000. Троян: Фондация Манфред Вьорнер, 2009. ISBN 978-954-92032-4-0
- Л. Иванов. Карта на остров Ливингстън. В: Иванов, Л. и Н. Иванова. Антарктика: Природа, история, усвояване, географски имена и българско участие. София: Фондация Манфред Вьорнер, 2014. с. 18 – 19. ISBN 978-619-90008-1-6
- L.L. Ivanov. Antarctica: Livingston Island and Smith Island. Scale 1:100000 topographic map. Manfred Wörner Foundation, 2017. ISBN 978-619-90008-3-0